# Planociampa tristis
Planociampa tristis är en fjärilsart som beskrevs av John Henry Leech 1888. Planociampa tristis ingår i släktet Planociampa och familjen mätare. Inga underarter finns listade i Catalogue of Life.